# Centreville (Virginia)
Centreville es un lugar designado por el censo en el  condado de Fairfax, Virginia  (Estados Unidos). Según el censo de 2010 tenía una población de 71.135 habitantes.

## Demografía
Según el censo del 2000, Centreville tenía 48.661 habitantes, 17.789 viviendas, y 12.096 familias. La densidad de población era de 1.930,9 habitantes por km².
De las 17.789 viviendas en un 41,5%  vivían niños de menos de 18 años, en un 54%  vivían parejas casadas, en un 10,4% mujeres solteras, y en un 32% no eran unidades familiares. En el 21,5% de las viviendas  vivían personas solas el 2,1% de las cuales correspondía a personas de 65 años o más que vivían solas. El número medio de personas viviendo en cada vivienda era de 2,74 y el número medio de personas que vivían en cada familia era de 3,27.
Por edades la población se repartía de la siguiente manera: un 28,4% tenía menos de 18 años, un 8,2% entre 18 y 24, un 43,7% entre 25 y 44, un 16,4% de 45 a 60 y un 3,3% 65 años o más.
La edad media era de 31 años.  Por cada 100 mujeres de 18 o más años  había 94,6 hombres.
La renta media por vivienda era de 90.232$ y la renta media por familia de 120.351$. Los hombres tenían una renta media de 70.123$ mientras que las mujeres 41.117$. La renta per cápita de la población era de 40.878$. En torno al 2% de las familias y el 1% de la población estaban por debajo del umbral de pobreza.

## Localidades adyacentes
El siguiente diagrama muestra a las localidades más próximas a Centreville.